# Psidium maribense
Psidium maribense är en myrtenväxtart som beskrevs av Carl Friedrich Philipp von Martius och Dc.. Psidium maribense ingår i släktet Psidium och familjen myrtenväxter. Inga underarter finns listade i Catalogue of Life.